# Jean-Charles Tacchella

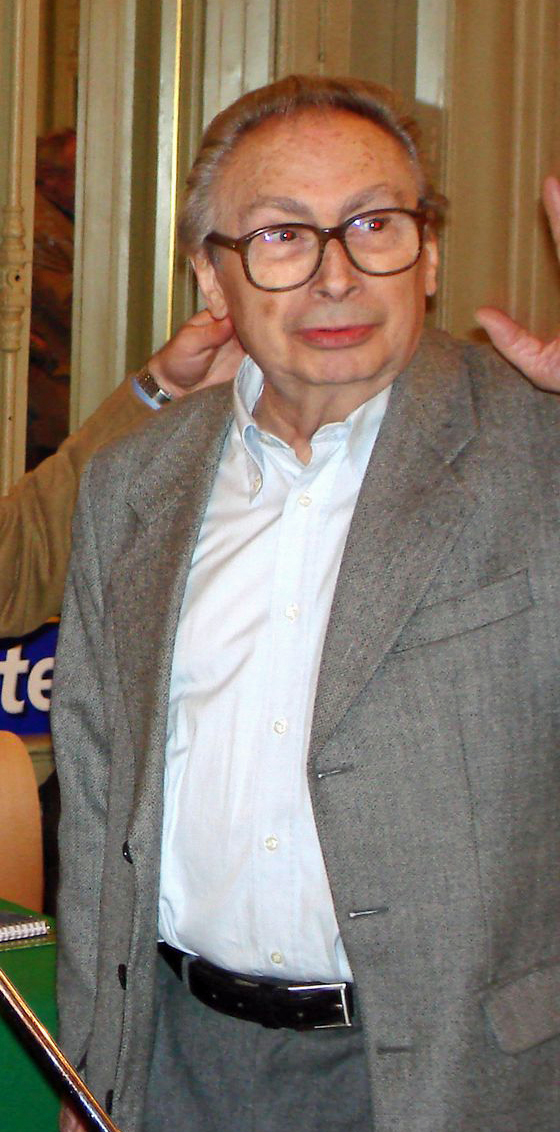
Jean-Charles Tacchella, 2005

Jean-Charles Tacchella (* 23. September 1925 in Cherbourg; † 29. August 2024 in Versailles) war ein französischer Filmjournalist, Filmregisseur und Drehbuchautor.

## Leben und Werk
Tacchella ging in Marseille zur Schule. Nach der Befreiung 1944 zog es ihn nach Paris, wo er für die Zeitschrift L’ecran français (übersetzt: die französische Leinwand) zu schreiben begann. Dabei machte er unter anderem die Bekanntschaft von Jean Renoir, Jacques Becker, Alexandre Astruc, des Kritikers André Bazin (1918–1958) und befreundete sich mit Erich von Stroheim, Anna Magnani und Vittorio de Sica. Mit Henri Colpi gründete er das monatlich erscheinende Ciné Digest. Mit Bazin gründete er 1948 den Cineasten-Club Objectif 49, den Jean Cocteau leitete und der das erste Autorenfilm-Festival in Biarritz 1949 veranstaltete.
Anfang der 1950er-Jahre begann er zunehmend mehr als Drehbuchschreiber (u. a. für Filme von Christian-Jaque und Alexandre Astruc) und als Journalist und Autor für das gerade entstehende Fernsehen zu arbeiten. Er drehte 1969 seinen ersten Kurzfilm Les derniers hivers. Im Jahr 1973 folgte sein erster Spielfilm Voyage en grand Tartarie. Seinen größten Erfolg hatte er 1975 mit dem Film Cousin, Cousine, der auch in den USA sehr erfolgreich war und für mehrere Oscars nominiert wurde. Cousin, Cousine wurde 1989 durch Joel Schumacher als Seitensprünge neuverfilmt.
Im Jahr 1990 drehte Tacchella Der kleine Tod der feinen Damen mit Richard Bohringer und Isabella Rossellini nach den erotischen Memoiren des Marschalls von Brantome, einem Lebemann aus dem 16. Jahrhundert. Ab 1981 war er Mitglied und 2001 Präsident sowie seit 2003 Ehrenpräsident des „Conseil d’Administration de la Cinémathèque française“.

## Filmografie

### Als Drehbuchautor (Auswahl)
- 1955: Die Helden sind müde (Les héros sont fatigués)
- 1957: Taifun über Nagasaki (Typhon sur Nagasaki)
- 1958: Der Sturm bricht los (Le vent se lève)
- 1958: Gesetz ist Gesetz (La loi, c’est la loi)
- 1958: Hände weg von Catherine (Croquemitoufle)
- 1960: Die vor die Hunde gehen (Les honneurs de la guerre)
- 1961: Verbrechen aus Liebe (Le crime ne paie pas)
- 1963: Sein größter Dreh (Le gros coup)
- 1973: Reise in die große Tartarei (Voyage en grande Tartarie)
- 1975: Cousin, Cousine (Cousin, cousine)
- 1976: Das blaue Land (Le pays bleu)
- 1979: Ich liebe dich seit langem (Il y a longtemps que je t’aime)
- 1981: Zeit der Sehnsucht (Croque la vie)
- 1984: Die Kunst, verliebt zu sein (Escalier C)
- 1987: Schnittwunden (Travelling avant)
- 1990: Der kleine Tod der feinen Damen (Dames galantes)

### Als Regisseur
- 1971: Derniers hivers
- 1973: Une belle journée
- 1973: Reise in die große Tartarei (Voyage en grande Tartarie)
- 1975: Cousin, Cousine (Cousin, cousine)
- 1976: Das blaue Land (Le pays bleu)
- 1979: Ich liebe dich seit langem (Il y a longtemps que je t’aime)
- 1981: Zeit der Sehnsucht (Croque la vie)
- 1984: Die Kunst, verliebt zu sein (Escalier C)
- 1986: Cour d’assises (nach Georges Simenon) mit Xavier Deluc in der Hauptrolle
- 1987: Schnittwunden (Travelling avant)
- 1990: Der kleine Tod der feinen Damen (Dames galantes)
- 1992: L’homme de ma vie
- 1994: Tous les jours dimanche
- 1999: Les gens qui s’aiment

## Auszeichnungen
- 1971: Prix Jean Vigo, Bester Kurzfilm, für Derniers hivers
- 1975: Prix Louis Delluc für Cousin, Cousine
- 1976: César-Nominierung, Bester Film, für Cousin, Cousine
- 1976: César-Nominierung, Bestes Drehbuch, für Cousin, Cousine
- 1976: Silberne Muschel des Festival Internacional de Cine de San Sebastián für Cousin, Cousine
- 1977: Oscar-Nominierung, Bestes Originaldrehbuch, für Cousin, Cousine
- 1979: Großer Preis der Jury des World Film Festival für Ich liebe dich seit langem
- 1988: Goldene Tulpe des International Istanbul Film Festivals für Schnittwunden